# Kiwity (gmina)
Pour les articles homonymes, voir Kiwity.
Kiwity est une gmina rurale du powiat de Lidzbark, Varmie-Mazurie, dans le nord de la Pologne. Son siège est le village de Kiwity, qui se situe environ 13 km à l'est de Lidzbark Warmiński et 40 km au nord-est de la capitale régionale Olsztyn.
La gmina couvre une superficie de 145,38 km2 pour une population de 3 465 habitants.

## Géographie
La gmina inclut les villages de Bartniki, Czarny Kierz, Kiersnowo, Kierwiny, Kiwity, Klejdyty, Klutajny, Kobiela, Konity, Krekole, Maków, Napraty, Połapin, Rokitnik, Samolubie, Tolniki Wielkie et Żegoty.
La gmina borde les gminy de Bartoszyce, Bisztynek, Jeziorany et Lidzbark Warmiński.